# Pittsburgh Panthers football
La squadra di football dei Pittsburgh Panthers rappresenta l'Università di Pittsburgh (conosciuta anche come Pitt). I Panthers competono nella Football Bowl Subdivision (FBS) della National Collegiate Athletics Association (NCAA) e nella Coastal Division della Atlantic Coast Conference. La squadra è allenata dal 2012 da Paul Chryst.
Pitt ha vinto nove titoli nazionali ed è tra i primi venti programmi del college football in termini di vittorie totali. È inoltre al quinto posto per membri indotti nella College Football Hall of Fame, al dodicesimo per selezioni unanimi All-American, e al terzo posto per induzioni nella Pro Football Hall of Fame.

## Titoli nazionali
| 1915                    | Glenn "Pop" Warner      | Parke Davis | 8-0   |   |   |   |
| 1916                    | Glenn "Pop" Warner      | Unanime | 8-0   |   |   |   |
| 1918                    | Glenn "Pop" Warner      | Unanime | 4-1   |   |   |   |
| 1929                    | Jock Sutherland         | Parke Davis | 9-1   |   |   |   |
| 1931                    | Jock Sutherland         | Parke Davis | 8-1   |   |   |   |
| 1934                    | Jock Sutherland         | Parke Davis | 8-1   |   |   |   |
| 1936                    | Jock Sutherland         | The Football Thesaurus (Houlgate System), Illustrated Football Annual (Boand System)                                                 | 8-1-1 |   |   |   |
| 1937                    | Jock Sutherland         | AP, Dunkel System Litkenhous, Williamson System Illustrated Football Annual (Boand System), The Football Thesaurus (Houlgate System) | 9-0-1 |   |   |   |
| 1976                    | Johnny Majors           | Unanime | 12-0  |   |   |   |
| Totale titoli nazionali | Totale titoli nazionali | Totale titoli nazionali | 9     | 9 | 9 | 9 |

## Premi individuali

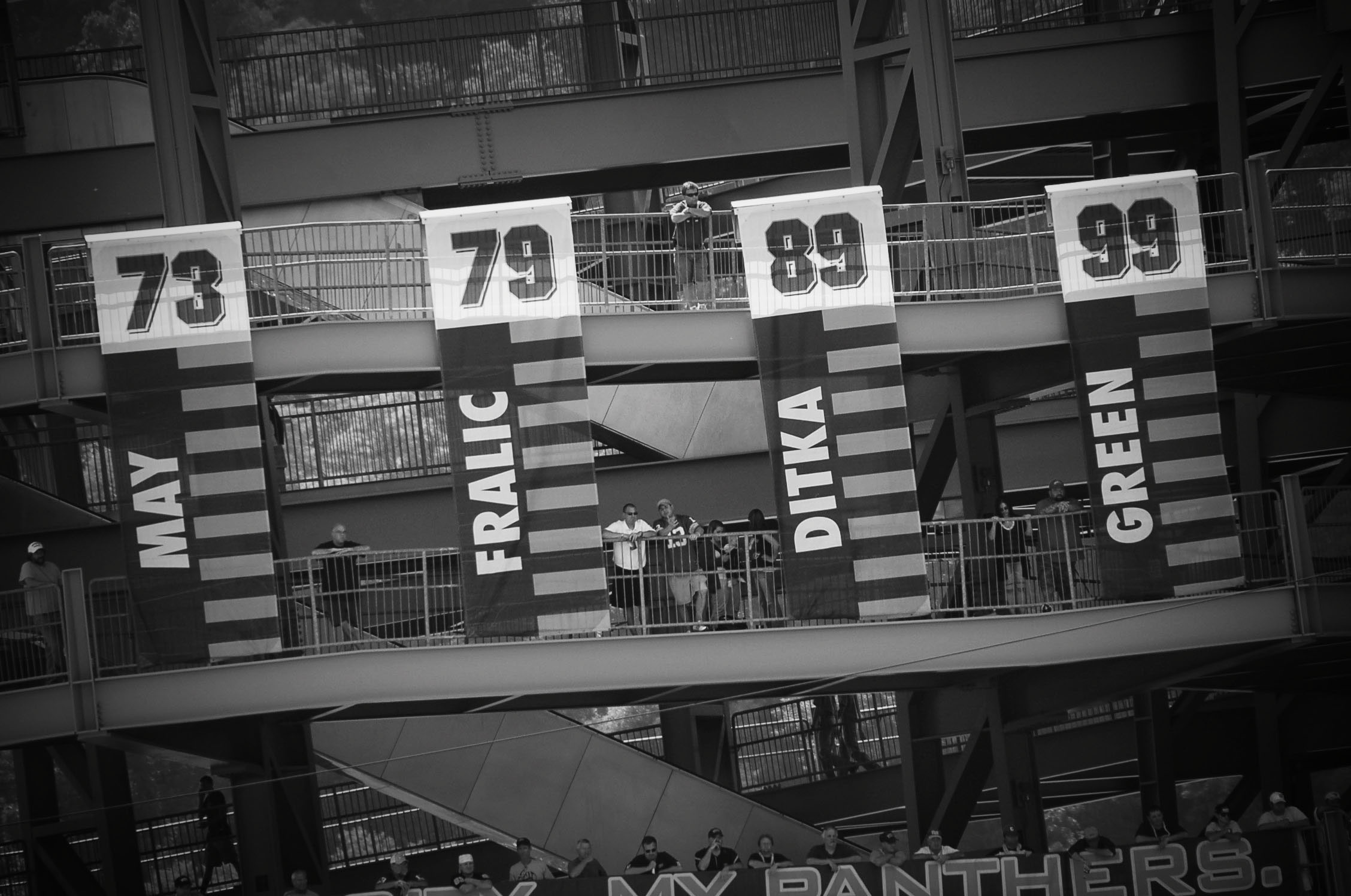
Alcuni dei numeri ritirati esposti all'Acrisure Stadium

### Numeri ritirati
Pitt ha ritirato nove numeri dei suoi ex giocatori
| Numeri ritirati dai Pittsburgh Panthers |                   |       |          |  |
| N.                                      | Giocatore         | Ruolo | Carriera |  |
| 1                                       | Larry Fitzgerald  | WR    | 2002–03  |  |
| 13                                      | Dan Marino        | QB    | 1979–82  |  |
| 33                                      | Tony Dorsett      | RB    | 1973–76  |  |
| 42                                      | Marshall Goldberg | RB    | 1936–38  |  |
| 65                                      | Joe Schmidt       | LB    | 1950–52  |  |
| 73                                      | Mark May          | OT    | 1977–80  |  |
| 79                                      | Bill Fralic       | OT    | 1981–84  |  |
| 89                                      | Mike Ditka        | E     | 1958–60  |  |
| 99                                      | Hugh Green        | DE    | 1977–80  |  |

### Vincitori dei premi principali
- Heisman Trophy

Tony Dorsett (1976)
- Maxwell Award

Tony Dorsett (1976)
Hugh Green (1980)
- Walter Camp Award

Tony Dorsett (1976)
Hugh Green (1980)
Larry Fitzgerald (2003)
- Chuck Bednarik Award

Aaron Donald (2013)
- Lombardi Award

Hugh Green (1980)
Aaron Donald (2013)
- Bronko Nagurski Trophy

Aaron Donald (2013)
- Johnny Unitas Golden Arm Award

Kenny Pickett (2021)
- Outland Trophy

Mark May (1980)
Aaron Donald (2013)
- Biletnikoff Award

Antonio Bryant (2000)
Larry Fitzgerald (2003)
Jordan Addison (2021)
- Walter Camp Coach of the Year

Johnny Majors (1973)
Jackie Sherrill (1981)
- AFCA Coach of the Year

Johnny Majors (1976)
- Eddie Robinson Coach of the Year

Johnny Majors (1973)
Johnny Majors (1976)

### Membri della College Football Hall of Fame

#### Giocatori
La College Football Hall of Fame ha indotto 18 ex giocatori dei Panthers.

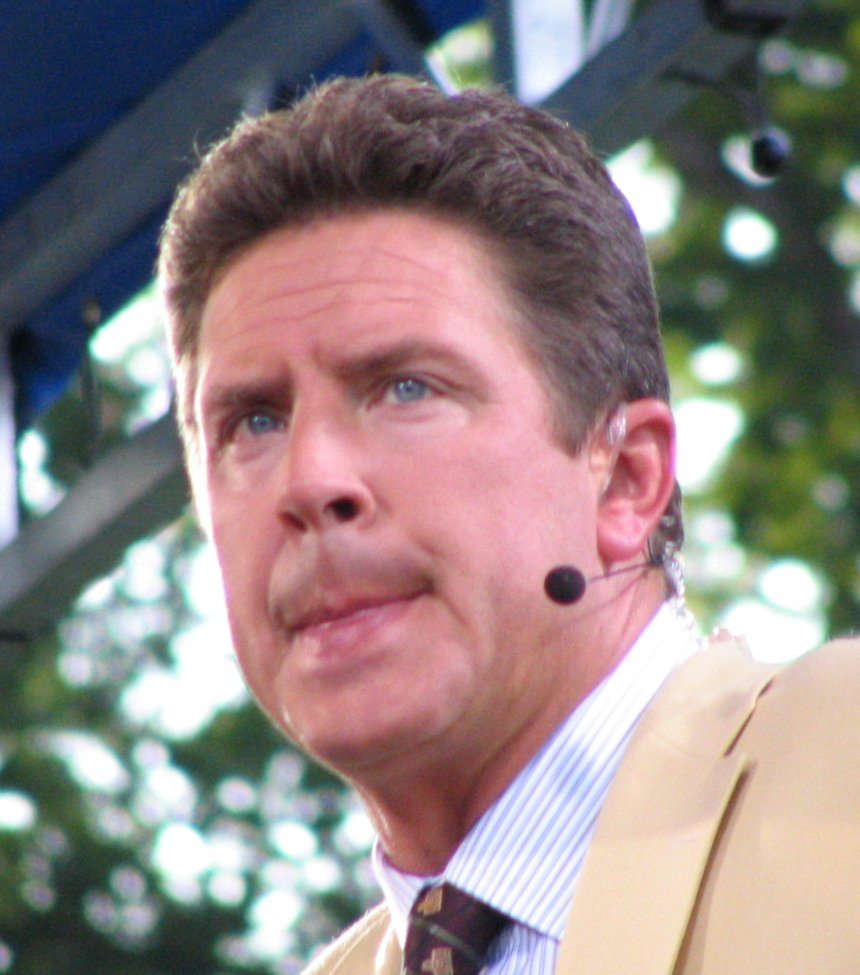
Dan Marino.

- Jimbo Covert (1979–1982)
- Averell Daniell (1934–1936)
- Tom Davies (1918–1921)
- Mike Ditka (1958–1960)
- Joseph Donchess (1927–1929)
- Tony Dorsett (1973–1976)
- Bill Fralic (1981–1984)
- Marshall Goldberg (1936–1938)
- Hugh Green (1977–1980)

- Dan Marino (1979–1982)
- Mark May (1977–1980)
- George McLaren (1915–1918)
- Robert Peck (1913–1916)
- Joe Schmidt (1950–1952)
- Joe Skladany (1931–1933)
- Herb Stein (1918–1921)
- Joe Thompson
- Hube Wagner (1910–1913)

#### Allenatori
Quattro allenatori dei Panthers sono stati inseriti nella College Football Hall of Fame.

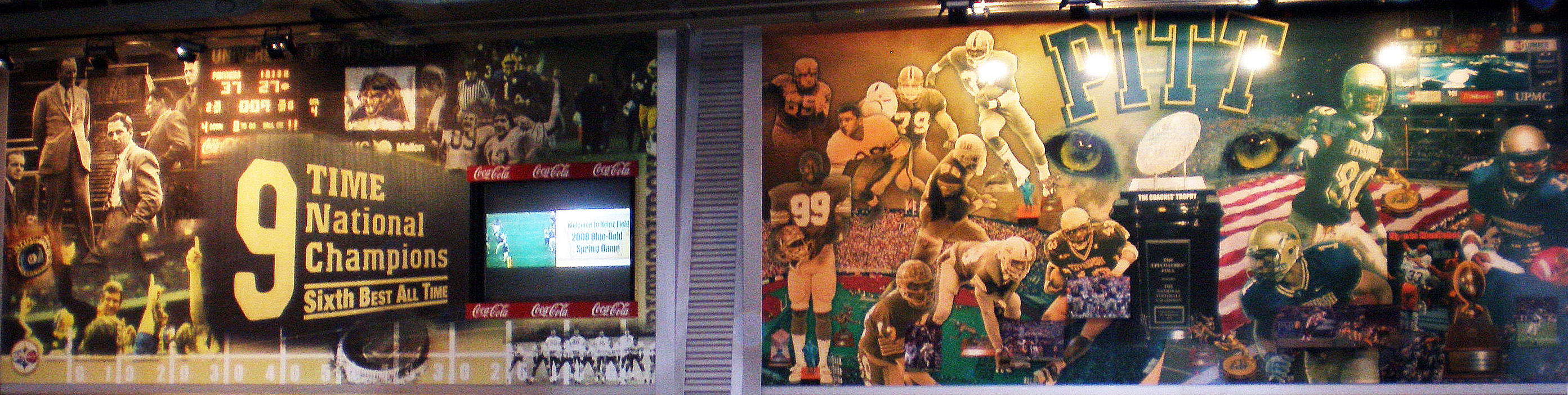
Un murale di Pitt all'Acrisure Stadium

- Jock Sutherland
- Glenn "Pop" Warner
- Clark Shaughnessy
- Len Casanova